# Proporção (arquitetura)
Proporção é um princípio central da teoria da arquitetura e uma importante conexão entre matemática e arte. É o efeito visual da relação dos diversos objetos e espaços que compõem uma estrutura entre si e com o todo. Essas relações são frequentemente governadas por múltiplos de uma unidade padrão de comprimento conhecida como "módulo".
A proporção na arquitetura foi discutida por Vitrúvio, Leon Battista Alberti, Andrea Palladio e Le Corbusier entre outros.[carece de fontes?]

### Vitrúvio

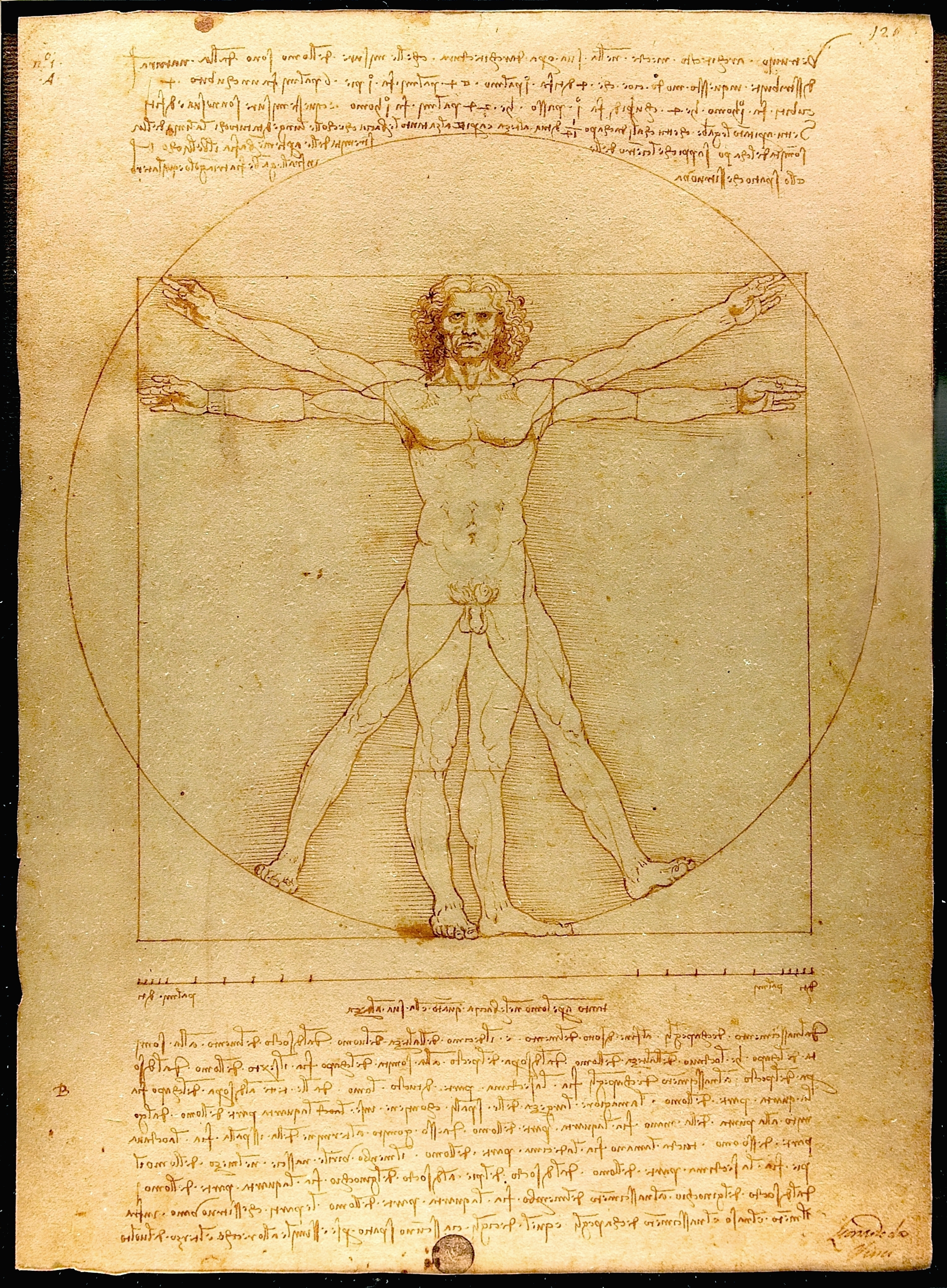
O Homem Vitruviano desenvolvido por Leonardo da Vinci com base na descrição da proporção ideal do corpo humano de Vitrúvio

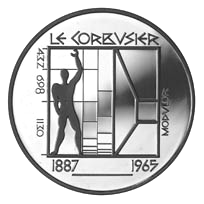
Moeda comemorativa ilustrando o Modulor de Le Corbusier

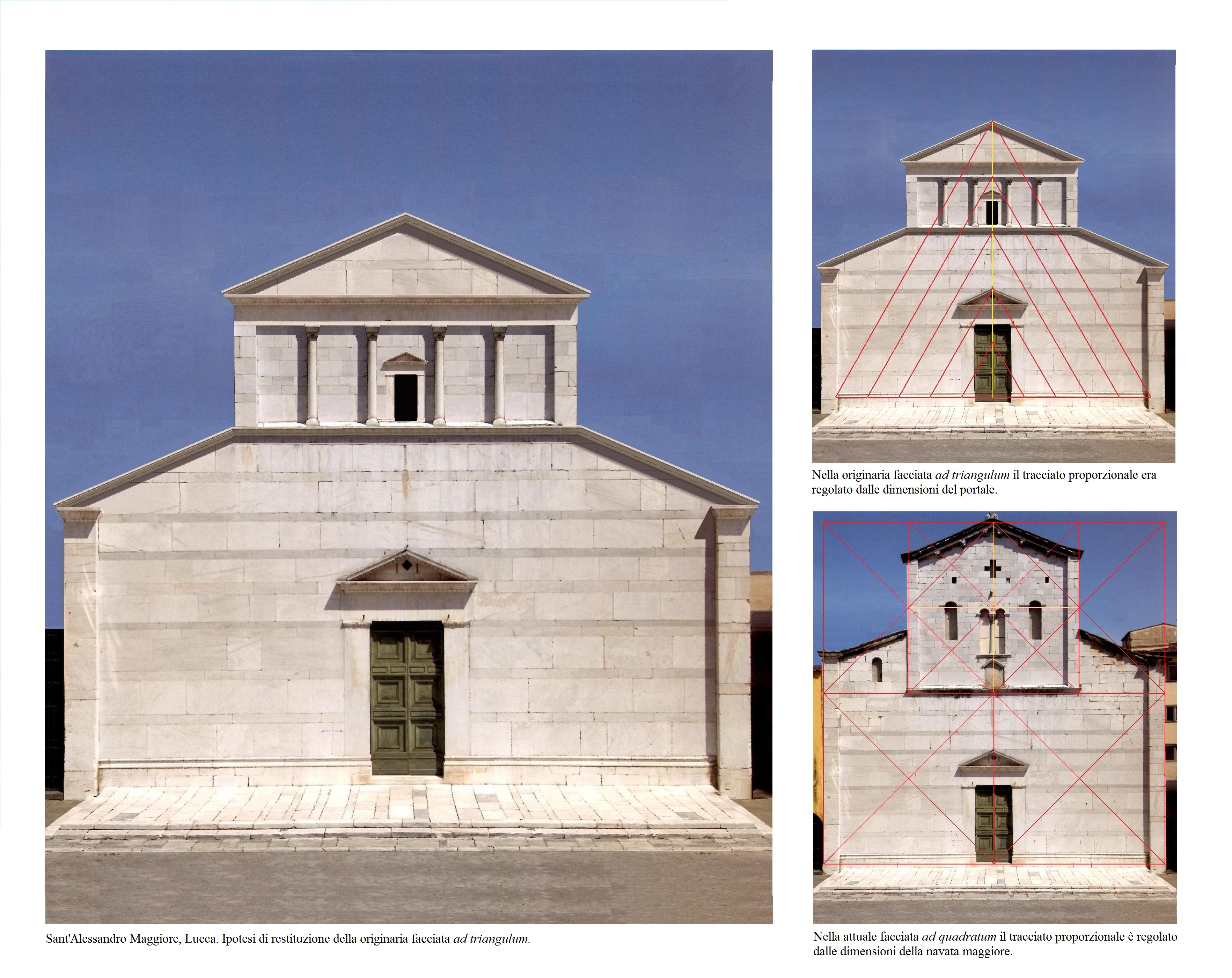
Igreja de Sant'Alessandro, Lucca, Itália: proporções da primeira fase de construção da fachada ad triangulum e da atual fachada ad quadratum

A arquitetura na antiguidade romana raramente era documentada, exceto nos escritos do tratado de Vitrúvio De architectura. Vitrúvio serviu como engenheiro sob Júlio César durante as primeiras Guerras Gálicas (58–50 a.C.). O tratado foi dedicado ao imperador Augusto. Como Vitrúvio definiu o conceito nos primeiros capítulos do tratado, ele mencionou os três pré-requisitos da arquitetura: firmeza (firmitas), funcionalidade (utilitas) e beleza (venustas), que exigem que os arquitetos estejam munidos de um tipo variado de aprendizagem e conhecimento de vários ramos. Além disso, Vitrúvio identificou os "Seis Princípios do Design" como ordem (ordinatio), disposição (dispositio), proporção (euritmia), simetria (simetria), propriedade ( decor) e economia (distributio). Entre os seis princípios, a proporção se inter-relaciona e suporta todos os outros fatores em formas geométricas e proporções aritméticas.
A palavra simetria, nos tempos antigos significava algo mais intimamente relacionado à "harmonia matemática" e proporções mensuráveis. Vitrúvio tentou descrever a sua teoria na composição do corpo humano, ao qual ele se referiu como proporção perfeita ou áurea. Os princípios dos dígitos das unidades de medida, pés e côvado também vieram das dimensões do Homem Vitruviano. Mais especificamente, Vitrúvio usou a altura total de 1,80 metro de uma pessoa, e cada parte do corpo assume uma proporção diferente. Por exemplo, o rosto tem cerca de 1/10 da altura total e a cabeça tem cerca de 1/8 da altura total. Vitrúvio usou essas proporções para provar que a composição das ordens clássicas imitava o corpo humano, garantindo assim a harmonização estética quando as pessoas visualizavam as colunas arquitetónicas.

## Arquitetura Clássica
Na arquitetura clássica, o módulo foi estabelecido como o raio do fuste inferior de uma coluna clássica, com proporções expressas como uma fração ou múltiplo desse módulo.

## Le Corbusier
No seu Le Modulor (1948), Le Corbusier apresentou um sistema de proporções que usava a proporção áurea e um homem com o braço levantado como módulos escaláveis de proporção.[carece de fontes?]